# Diatraea argentina
Diatraea argentina là một loài bướm đêm trong họ Crambidae.